# Chandpur (distrito)
Chandpur (চাঁদপুর, em bengali) é um distrito localizado na divisão de Chatigão, na região centro-oriental do Bangladexe. Sua capital é a cidade de Chandpur.

## Geografia
O distrito possui uma área total de 1704,06 km². Limita-se ao norte  com os distritos de Munshiganj e Comilla; ao sul, com os distritos de Noakhali, Lakshmipur e Barisal; à leste, com o distrito de Comilla; e à oeste, com o rio Meghna e os distritos de Shariatpur e Munshiganj.
A temperatura média anual máxima é de 34,3°C e a mínima é de 12,7°C. A precipitação média anual de chuvas é de 2551 mm.
Os rios Padma e Meghna se encontram próximo à cidade de Chandpur. Os principais afluentes do Meghna são o Dakatia, Dhanagada, Matlab e o Udhamdi.